# Sartidia vanderystii
Sartidia vanderystii là một loài thực vật có hoa trong họ Hòa thảo. Loài này được (De Wild.) De Winter miêu tả khoa học đầu tiên năm 1963.